# Didon

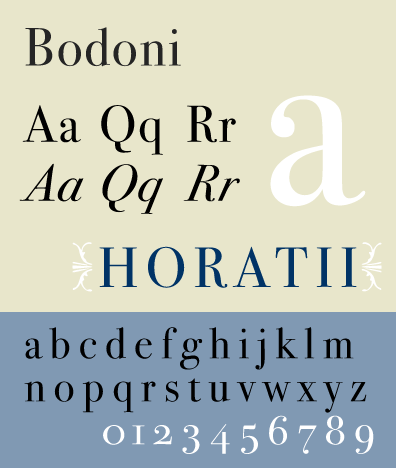
Typsnittet Bodoni är en didon

Didoner, nyantikva eller vertikalantikva, kallas den typsnittsfamilj där de typsnitt ingår som känns igen på den uppenbara kontrasten mellan tjockare och tunnare linjer.
Didontypsnitten har betonade vertikala grundstreck och långa, tunna, raka serifer. De flesta didoner ger ett "klumpigt" utseende, och upplevs svårlästa jämfört med de betydligt enklare och ofta rundare garalderna och realerna.
Vanliga exempel på didoner är Didot, Bodoni och Century Schoolbook.
Termen "didon" är en sammandragning av just typexemplen Didot och Bodoni.